# Larry Morris
Larry Cleo Morris (Atlanta, 10 settembre 1933 – Austell, 19 dicembre 2012) è stato un giocatore di football americano statunitense che ha giocato nel ruolo di linebacker nella National Football League (NFL). Fu scelto come settimo assoluto nel Draft NFL 1955 dai Los Angeles Rams. Al college giocò a football a Georgia Tech.

## Carriera professionistica
Morris fu scelto come settimo assoluto nel Draft 1955. Ebbe una carriera di successo venendo inserito nella formazione ideale della NFL degli anni 1960 dopo avere giocato per dodici stagioni con Los Angeles Rams, Chicago Bears e Atlanta Falcons, questi ultimi alla loro prima stagione della lega. Fu nominato miglior giocatore della finale del campionato NFL 1963 vinta dai Bears contro i New York Giants per 14-10.

## Palmarès

### Franchigia
1
Chicago Bears: 1953

### Individuale
- MVP della finale del campionato NFL 1963
- Formazione ideale della NFL degli anni 1960
- College Football Hall of Fame (classe del 1992)

## Statistiche
| Partite totali | 125 |
| Intercetti     | 6   |